# Arnolfo di Cambio

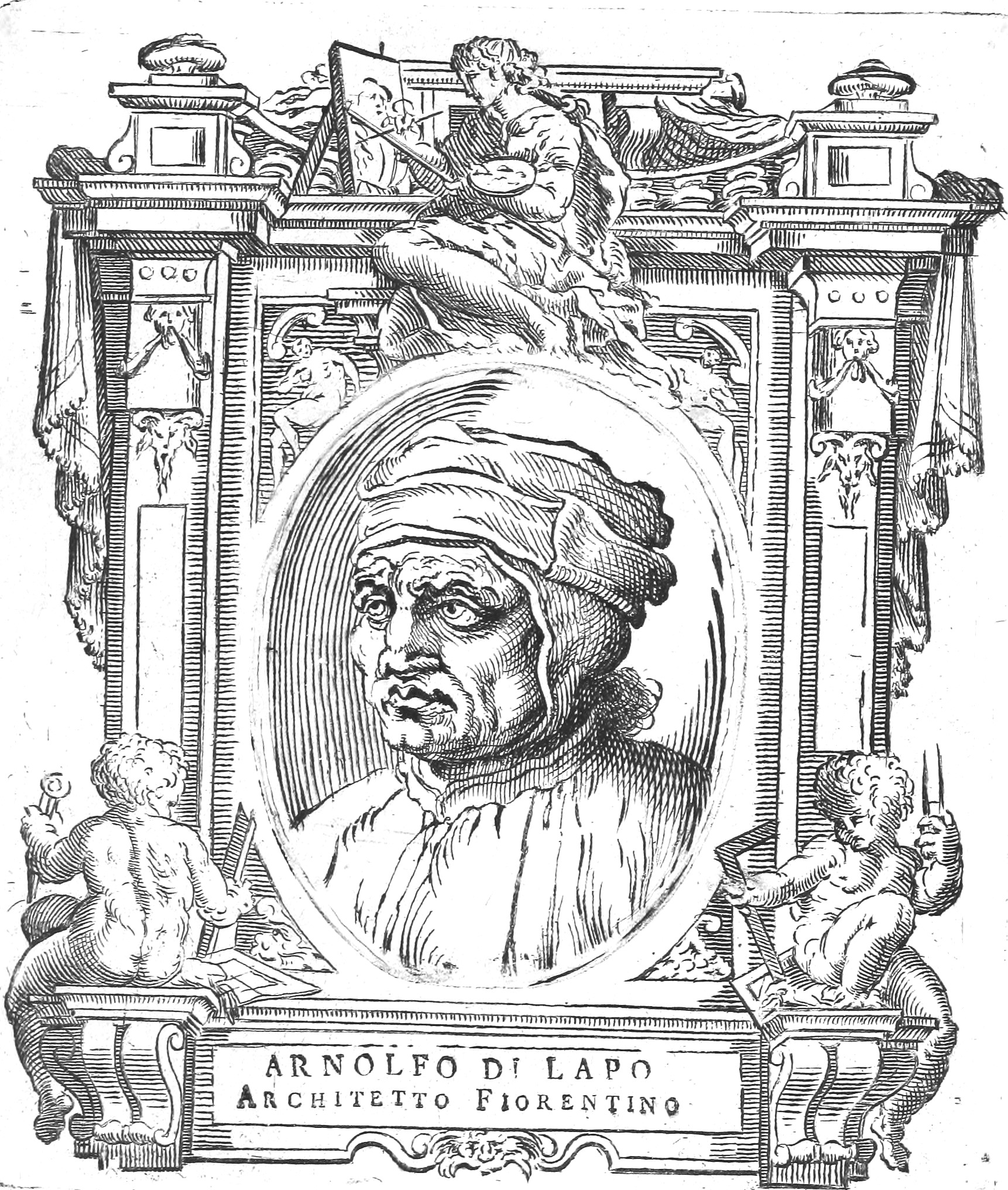
Ritratto nella Vita d'Arnolfo del Vasari

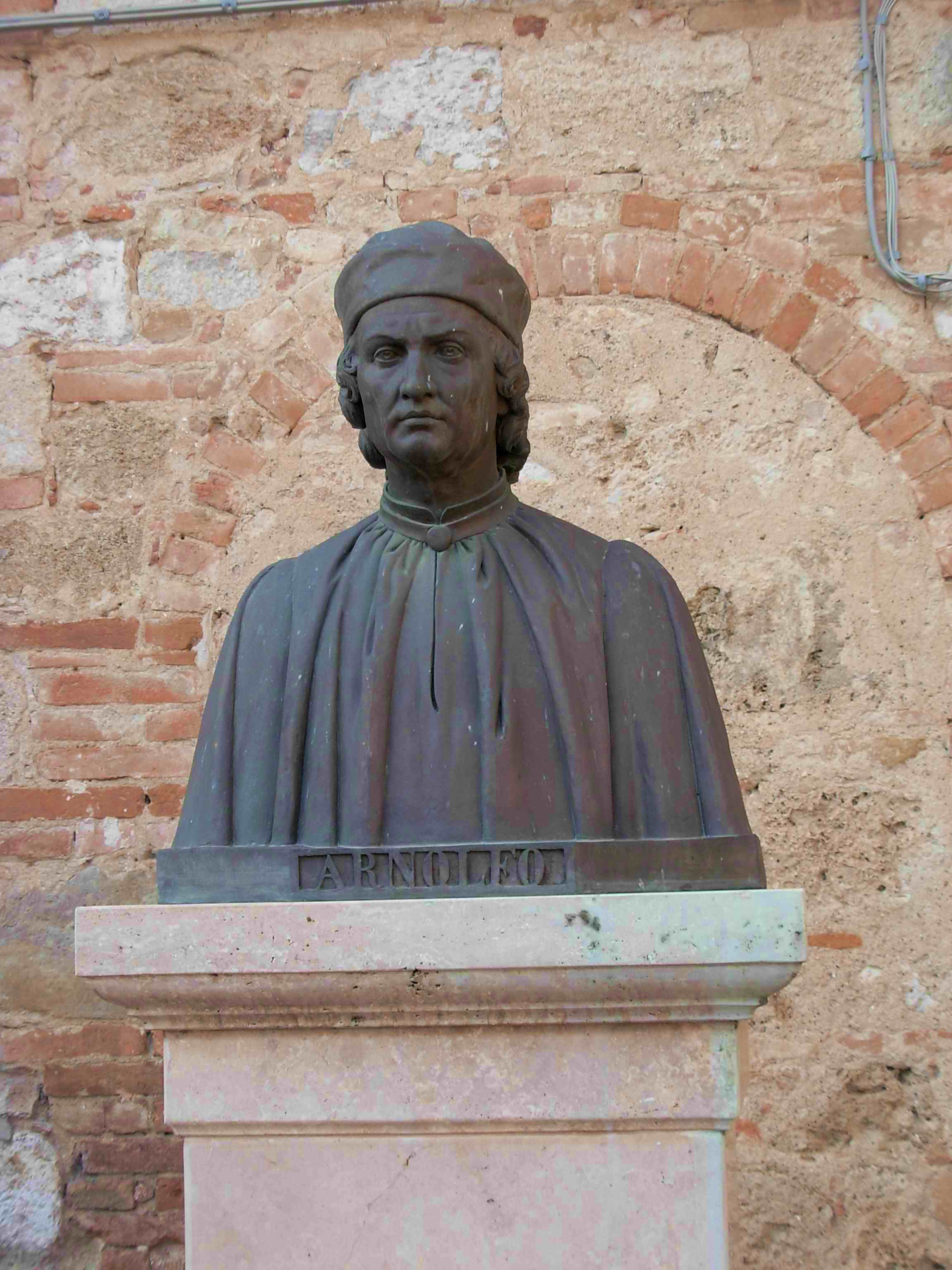
Busto di Arnolfo in Piazza Canonica a Colle di Val d'Elsa

(frate Boninsegna al Comune di Perugia, 1277)
Arnolfo di Cambio, noto anche come Arnolfo di Lapo (Colle di Val d'Elsa, 1245 circa – Firenze, 8 marzo tra il 1302 e il 1310 circa), è stato uno scultore, architetto e urbanista italiano attivo in particolare a Roma e a Firenze alla fine del Duecento e ai primi del secolo successivo.

## Biografia
Sulla famiglia e sulle origini di Arnolfo ben poche notizie certe sono giunte fino a noi. Sembra, comunque, figlio di Messer Cambio, notaio a Colle di Val d'Elsa, e di domina Perfetta.
Arnolfo di Cambio si formò nella taglia (bottega) di Nicola Pisano e con lui lavorò all'Arca di san Domenico nella chiesa di San Domenico a Bologna (1264-67), al pulpito del Duomo di Siena (1265-1269).
Dopo aver lasciato la bottega intorno al 1270, avendo acquisito un'autonomia professionale, si trasferì a Roma dove fu al seguito di Carlo I d'Angiò. Di questi anni sono il Ritratto di Carlo I d'Angiò (circa 1276, oggi presso il Palazzo dei Conservatori, Roma) forse il primo ritratto realistico di un personaggio vivente, e il monumento funebre del papa Adriano V a Viterbo. Nel frattempo (dicembre 1277) re Carlo gli consentiva di interrompere le sue prestazioni professionali per la Corte angioina e di recarsi a Perugia per la sistemazione della Fontana Minore di cui oggi restano solo numerosi frammenti scultorei presso la Galleria Nazionale.
A metà degli anni ottanta realizzò il monumento funebre del cardinale De Braye, morto nel 1282, nella chiesa di San Domenico a Orvieto. Con questo complesso scultoreo-architettonico, oggi molto trasformato, Arnolfo inaugurò una tipologia sepolcrale usata in seguito fino al Rinascimento con il catafalco accostato alla parete e sormontato da un baldacchino aperto da due accoliti. Originariamente era coronato da una cuspide sostenuta da colonne tortili e decorata da pinnacoli, che conteneva i tre gruppi statuari minori, secondo un ritmo ascensionale che simboleggiava l'elevazione dell'anima verso il paradiso.
A Roma l'artista era stato a contatto delle grandi opere del passato romano, e aveva assorbito le lezioni dei maestri cosmateschi, di cui riutilizzerà i partiti decorativi a intarsi di marmi colorati e vetri dorati nei ciborî della basilica di San Paolo fuori le mura (1285) e di Santa Cecilia in Trastevere (1293). Del 1289 circa è il monumento funebre del nipote del cardinale Annibaldi Riccardo Annibaldi (conservato presso San Giovanni in Laterano, Roma). In questo periodo lavorò a Roma per altre commissioni papali: monumento a papa Bonifacio VIII (1296), statua bronzea di San Pietro della Basilica di San Pietro (1300). Arnolfo realizzò probabilmente la prima rappresentazione plastica del Presepe, scolpendo nel 1291 otto statuette che rappresentano i personaggi della Natività ed i Magi; le sculture superstiti del primo presepe della storia, inizialmente inserite in una cappella dedicata alla Natività nella navata destra della Basilica di Santa Maria Maggiore; sono oggi collocate nel Museo della Basilica.
Negli ultimi anni del Duecento fu a Firenze, dove svolse probabilmente la sua attività essenzialmente come architetto ed urbanista.
A Colle di Val d'Elsa, sua città natale, avrebbe realizzato i ponti di Spugna e di San Marziale, oggi scomparsi.

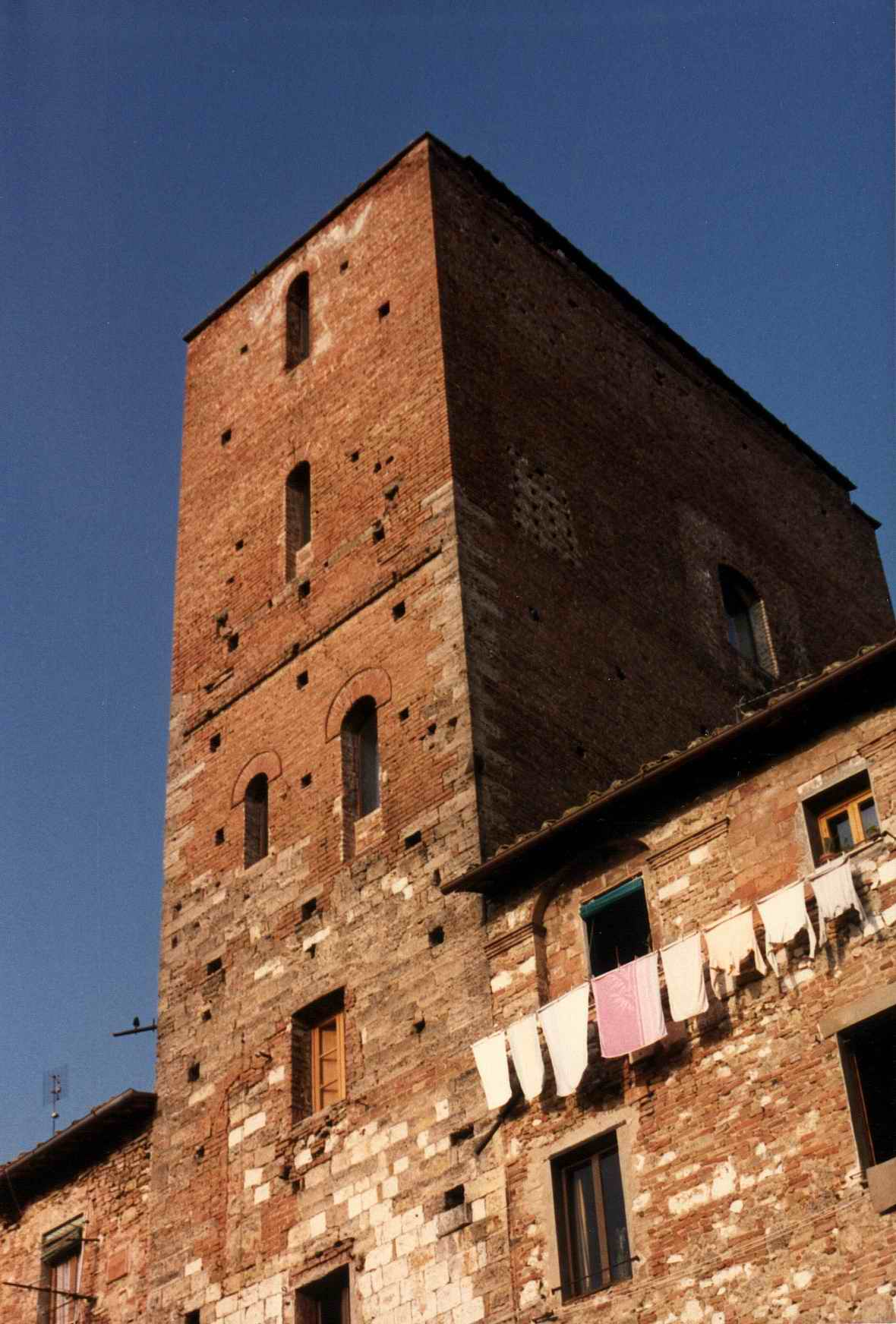
Colle di Val d'Elsa, casa-torre dove nacque Arnolfo di Cambio
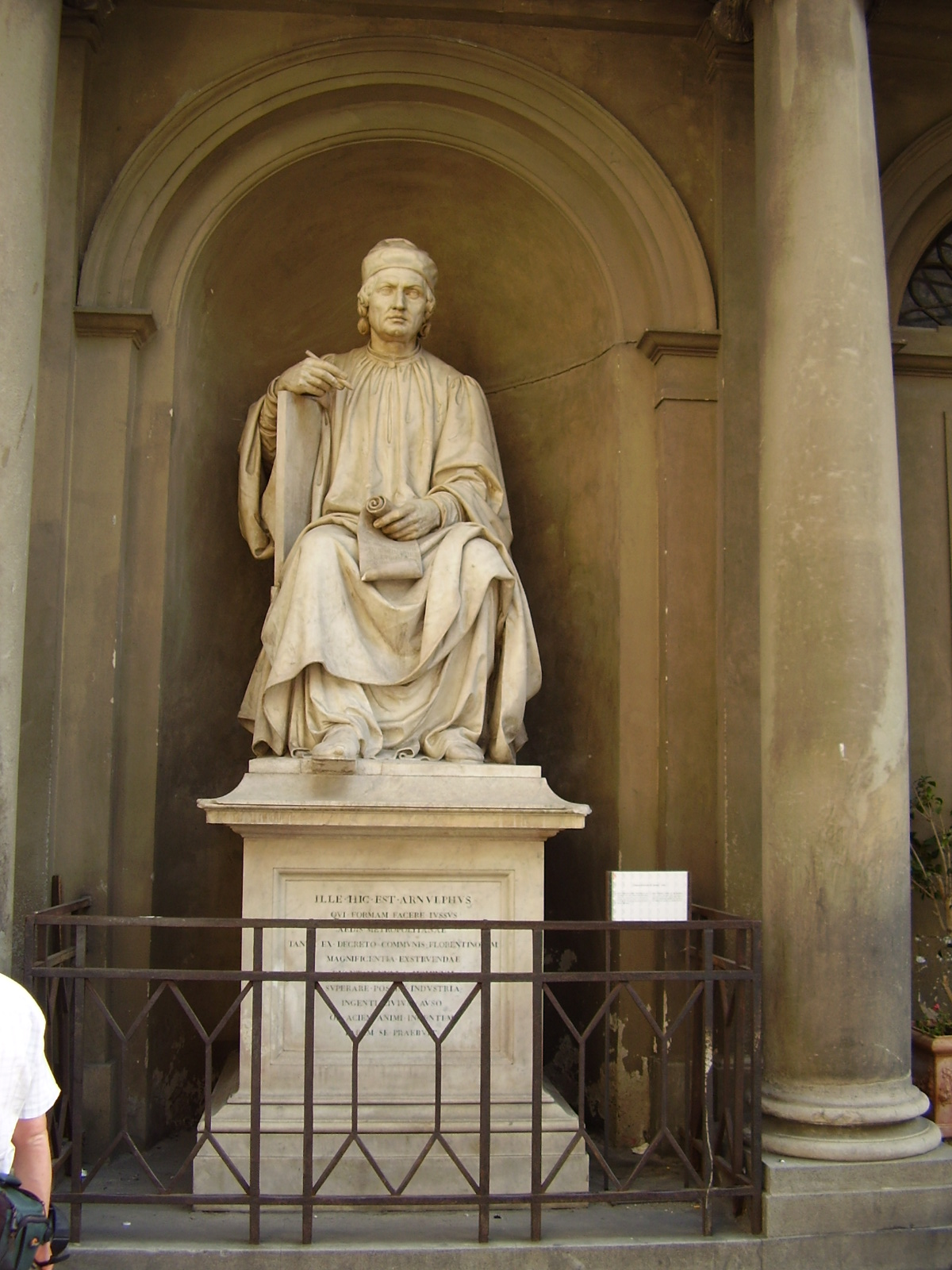
Il ritratto di Arnolfo nel Palazzo dei Canonici a Firenze (Luigi Pampaloni, 1830)
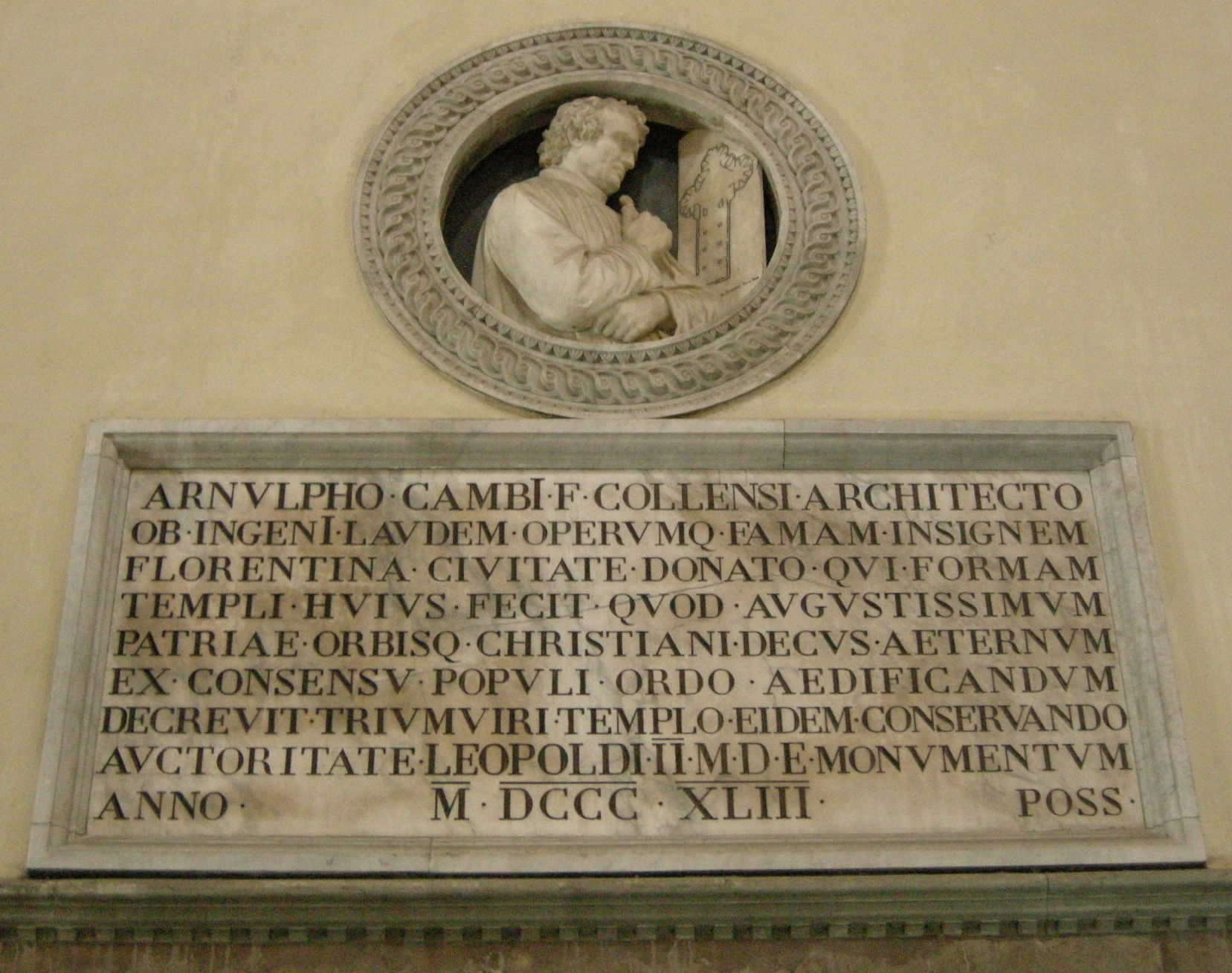
Busto ed epigrafe in Santa Maria del Fiore (Aristodemo Costoli[6], 1843)

## Scultore
La presenza alla corte di Carlo I d'Angiò spiega in un certo senso l'allontanamento precoce di Arnolfo dai modi improntati ad una sintesi tra classicità e gotico di Nicola Pisano e di suo figlio Giovanni (membro al pari di Arnolfo nella bottega paterna): egli probabilmente venne avvicinato al gusto allora dominante la scuola francese, caratterizzato da raffigurazioni più lineari, astratte ed aristocratiche, rispetto all'insuperato culmine di sintesi naturalistica e monumentalità raggiunta prima del 1250. Le sculture di Arnolfo furono quindi caratterizzate da un maggior senso della linea (piuttosto che del volume) e da una rappresentazione irrequieta.
La valutazione della sua opera scultorea nel complesso è molto difficile per la perdita o lo stato frammentario di alcune opere.

### Roma,Ritratto di Carlo I d'Angiò(1276 circa)
Il Ritratto di Carlo I d'Angiò è un'opera di Arnolfo di Cambio scolpita verso il 1277 ed oggi conservata ai Musei Capitolini di Roma. Si tratta di una statua in marmo alta circa 160 cm., anticamente collocata nella basilica di Santa Maria in Aracoeli a Roma.
Il sovrano è raffigurato seduto, su un trono con protomi leonine, con in mano i simboli regali ben in vista (corona e scettro), in un atteggiamento di maestosa dignità, ma anche di realistica fisicità.
L'opera è importante perché dopo gli pseudo-ritratti di Federico II risalenti alla prima metà del XIII secolo e dopo i primi ritratti per monumenti funebri (come quello di Clemente IV di Pietro di Oderisio conservato nella chiesa di San Francesco di Viterbo), Arnolfo fu il primo in Europa a scolpire un ritratto realistico di un personaggio vivente nell'epoca post-classica. Particolarmente notevole è il volto, dove si concentrarono gli sforzi dello scultore per rendere il ritratto solenne ma anche verosimile, rappresentando dettagli fisici quali i solchi del viso.

### Perugia,Fontana in pede platee(1278-81)

Il francobollo emesso dalle Poste Italiane nel 2002 con il Malato alla fonte

Grazie ai documenti sappiamo che il Comune di Perugia realizzò verso il 1280 in pede platee o in pede fori (un'area a metà di corso Vannucci) una fontana che, a causa di guasti alle condutture, fu però smantellata già nel 1308. Per la sua realizzazione furono dati incarichi a fra' Bevignate per la parte idraulica e ad Arnolfo di Cambio (allora a Roma) per le sculture in marmo. Alcune di queste furono riconosciute nel corso dell'Ottocento, dopo che erano state ricollocate in luoghi diversi, e quindi ricoverate presso il locale Museo e oggi alla Galleria nazionale dell'Umbria; esse sono:
- L'Assetata in ginocchio (già considerata una Santa Maria Maddalena)
- L'Assetata con la brocca
- Il Malato alla fonte
- Scriba acefalo
- Scriba con libro.

Secondo le descrizione dei contemporanei a questa fontana vanno riferite anche le due sculture in bronzo del Leone alato e del Grifo, simboli cittadini oggi sopra il portale del Palazzo dei Priori (databili al 1274) la cui fattura comunque non è da ascrivere ad Arnolfo, benché il disegno complessivo della fontana (una vasca rettangolare addossata ad una parete) sia quasi certamente dell'architetto fiorentino.

### Roma,Ciborio di San Paolo fuori le Mura(1285)
Ci sono pervenuti di mano di Arnolfo due cibori, realizzazioni sia architettoniche che scultoree. Il più antico è il ciborio di San Paolo fuori le mura, risalente al 1285 e scolpito con marmo e porfido. Fu una delle poche cose che scamparono al disastroso incendio di San Paolo fuori le Mura del 1823.
Questa realizzazione è in stretta connessione con i coevi risultati del gotico francese, in particolare parigino poiché simile a un analogo monumento nella Sainte-Chapelle realizzato circa quindici anni prima. 
Tutta la struttura verte verso una decisa ascesa verticale, con gli archi acuti trilobati sostenuti da slanciate colonnine in porfido, sormontate, oltre una cornice marcapiano, da cuspidi e aguzzi pinnacoli sui quattro angoli. 
Negli angoli sono inserite figure quasi a tutto tondo dei santi Pietro, Paolo, Benedetto (o Bartolomeo) e Timoteo. La forma del ciborio, estremamente moderna, fu ripresa varie volte da Giotto come sfondo architettonico per le scene dei suoi affreschi.

### Roma,Monumento funebre di Riccardo Annibaldi(1289-90)
Il Monumento funebre di Riccardo Annibaldi a Roma è oggi in stato frammentario. Ciò che rimane è la figura di Riccardo Annibaldi giacente, due frammenti di lastre del corteo funebre, alcuni frammenti di decorazione architettonica e l'epigrafe col nome del defunto. La figura di Riccardo ha la testa leggermente inclinata verso lo spettatore e poggiata su due guanciali. La processione dei clerici, molto essenziale, riporta i gesti solenni tipici di un corteo funebre.

### Roma,Presepe(1291)
Sono qui rappresentati i tre Re Magi che adorano il Bambin Gesù assieme a San Giuseppe. La statua di Maria, che porta in braccio il Bambino, è in realtà una statua del XVI secolo sebbene a seguito del recente restauro, è stato possibile ipotizzare che l'opera sia la statua originale parzialmente riscolpita nel Cinquecento. È inoltre interessante il fatto che Arnolfo rifinì nei minimi dettagli solo le parti visibili allo spettatore; le parti più nascoste sono invece solo abbozzate.

### Roma,Ciborio di Santa Cecilia in Trastevere(1293)
Il successivo ciborio di Santa Cecilia in Trastevere risale al 1293 ed è pure in marmi policromi. Vi sono notevoli differenze con quello precedente, innanzitutto per la diversa proporzione tra linee verticali e orizzontali, che in questo caso propende decisamente per le seconde. Gli archi trilobati infatti hanno una luce più ampia a parità di altezza. I timpani risultano così ribassati e lo slancio attenuato. Inoltre alla rigida frontalità degli elementi Arnolfo contrappose una visione più movimentata, ruotando i pinnacoli di 45 gradi. 
La svolta dovette essere causata dalla riflessione dell'artista sulle opere di Roma antica e non fu un caso che su uno degli angoli collocò una figura equestre - San Tiburzio - ispirata al famoso Marco Aurelio.

### Roma,Monumento funebre di Bonifacio VIII(1296-1300 circa)
La struttura del monumento addossato ad una parete venne ripresa pochi anni dopo da Arnolfo per il Monumento funebre di Bonifacio VIII, del 1300 circa. Un tempo il mausoleo era addossato alla controfacciata dell'antica basilica di San Pietro in Vaticano con un altare per dire la messa, mentre oggi è collocato nelle Grotte Vaticane ove è stato recentemente restaurato.

### Roma,Statua bronzea di San Pietro(primi anni del 400 d.C.)
La statua di San Pietro in cattedra è una scultura bronzea a lungo erroneamente attribuita a Arnolfo di Cambio, è collocata all'interno della basilica di San Pietro in Vaticano.
Fu realizzata molto probabilmente da un anonimo scultore dell'inizio del V secolo d.C., come riportato nello studio della professoressa Margherita Guarducci nell'articolo apparso sul numero 16 della rivista archeologica Xenia. L'opera, a lungo erroneamente attribuita allo scultore del XIII secolo Arnolfo di Cambio dalla professoressa Angiola Maria Romanini, si rivela oggi come portatrice di interessanti valori antipropagandistici che volevano contrastare le bordate dell'élite senatoria romana, impegnate a screditare il volgo cattolico definendolo: illetterato, fanatico e ignorante. Valori che mostrano inequivocabilmente il Santo assiso come venivano rappresentati gli illustri filosofi dell'antichità.
In occasione della festività dei santi Pietro e Paolo (29 giugno), patroni della città di Roma, la statua viene vestita con il piviale e la tiara.

### Cattedrale di Santa Maria del Fiore
A Firenze, nel 1296, Arnolfo iniziò i lavori per la Cattedrale di Santa Maria del Fiore, del quale curò non solo il progetto architettonico ma anche l'intero apparato decorativo della facciata originaria. Gli scavi hanno confermato che la facciata della chiesa fu iniziata subito. Arnolfo concepì una grandiosa decorazione statuaria dedicandola a Maria. Questo ciclo prevedeva la Nascita della Vergine nel portale a sinistra, la Madonna in Trono e Santa Reparata nel portale centrale e la Dormitio Virginis cioè il Compianto sulla Vergine nel momento della morte. 
La Madonna in trono con il Bambino ha dominato la facciata del duomo fiorentino prima che questa fosse abbattuta. La Madonna ricorda le antiche matrone romane e la sua compostezza è arcaica, distante dalla sensibilità gotica europea.

### Arnolfo e Dante
Vi è una doppia menzione della Battaglia di Colle Val d'Elsa nel Canto XI del Purgatorio della Divina Commedia mediante il condottiero di parte senese Provenzan Salvani, laddove il Canto è dedicato agli artisti e Carlo I d'Angiò, mecenate di Arnolfo, è menzionato in Purg., XI, 137, e nel Canto XIII del Purgatorio esplicitamente mediante la senese Sapia Salvani (vv. 115-117). Questa è probabilmente un discreto omaggio di Dante al grande artista, allora vivente o da poco morto: Dante ebbe di certo modo di conoscerlo al più tardi al tempo del priorato nel ruolo di architetto dei lavori di Santa Maria del Fiore. In Purg., VII, 113,124, la menzione di Carlo d'Angiò come dal "maschio naso" e "nasuto" derivano probabilmente dalla statua di Arnolfo, che forse scherzò col Poeta sul tema, avendo conosciuto Carlo di persona. Dante quasi certamente la vide anche a Roma da pellegrino nel Giubileo del 1300 e nella fatale missione del 1301 presso papa Bonifacio VIII, l'altro illustre mecenate di Arnolfo .

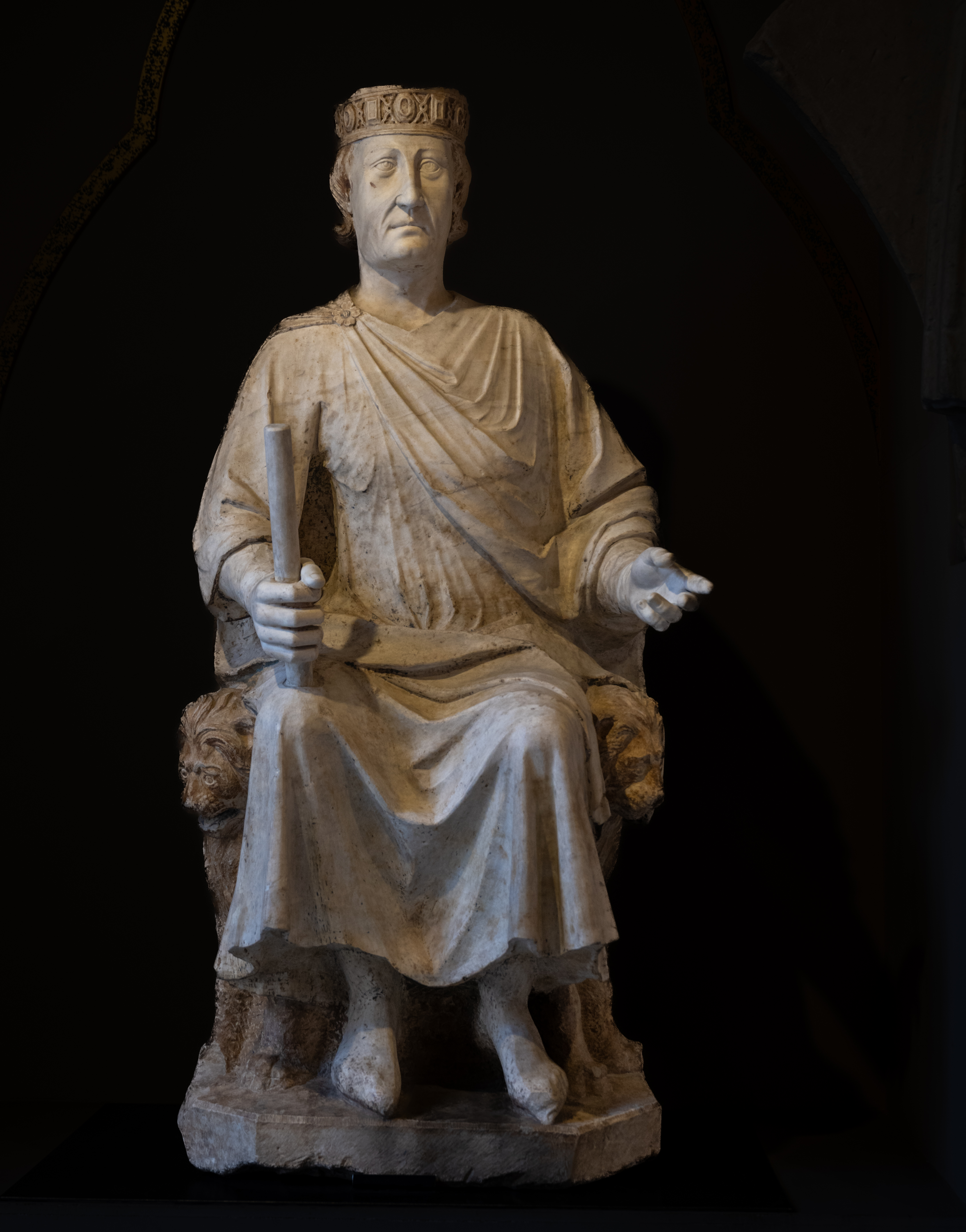
Statua di Carlo I d'Angiò
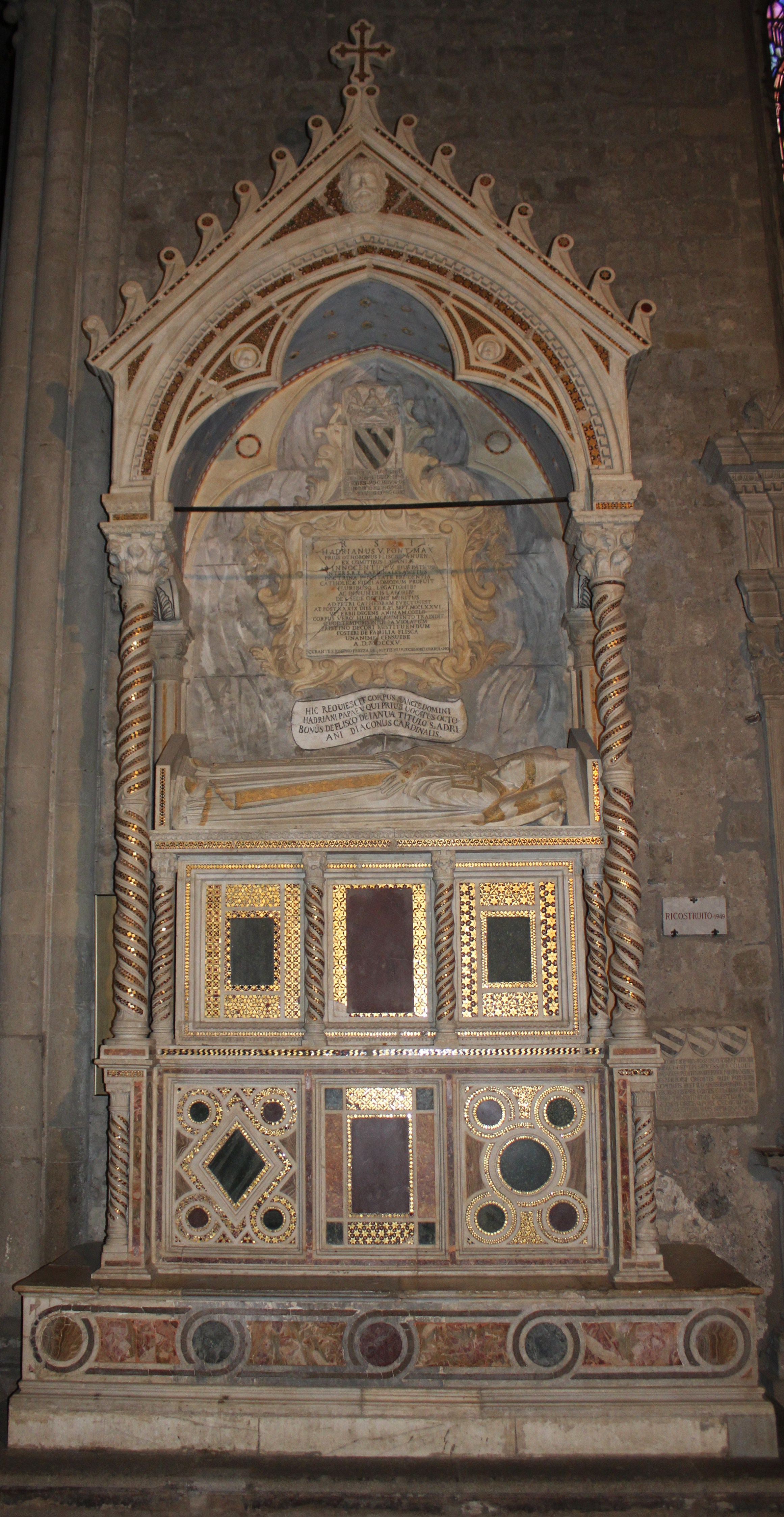
Mausoleo funebre di Adriano V, Basilica San Francesco alla Rocca (Viterbo)
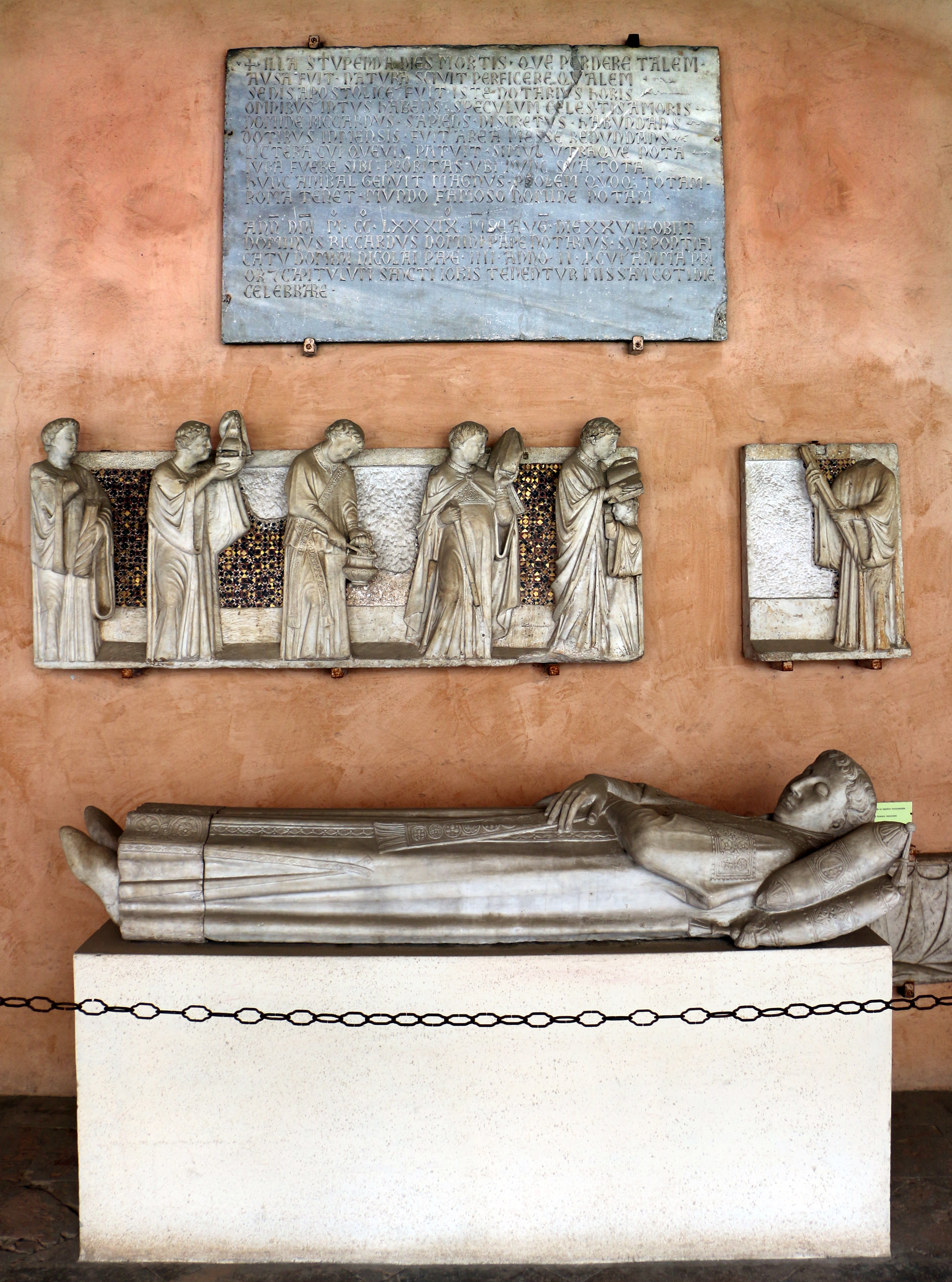
Monumento funebre di Riccardo Annibaldi, San Giovanni in Laterano (Roma)
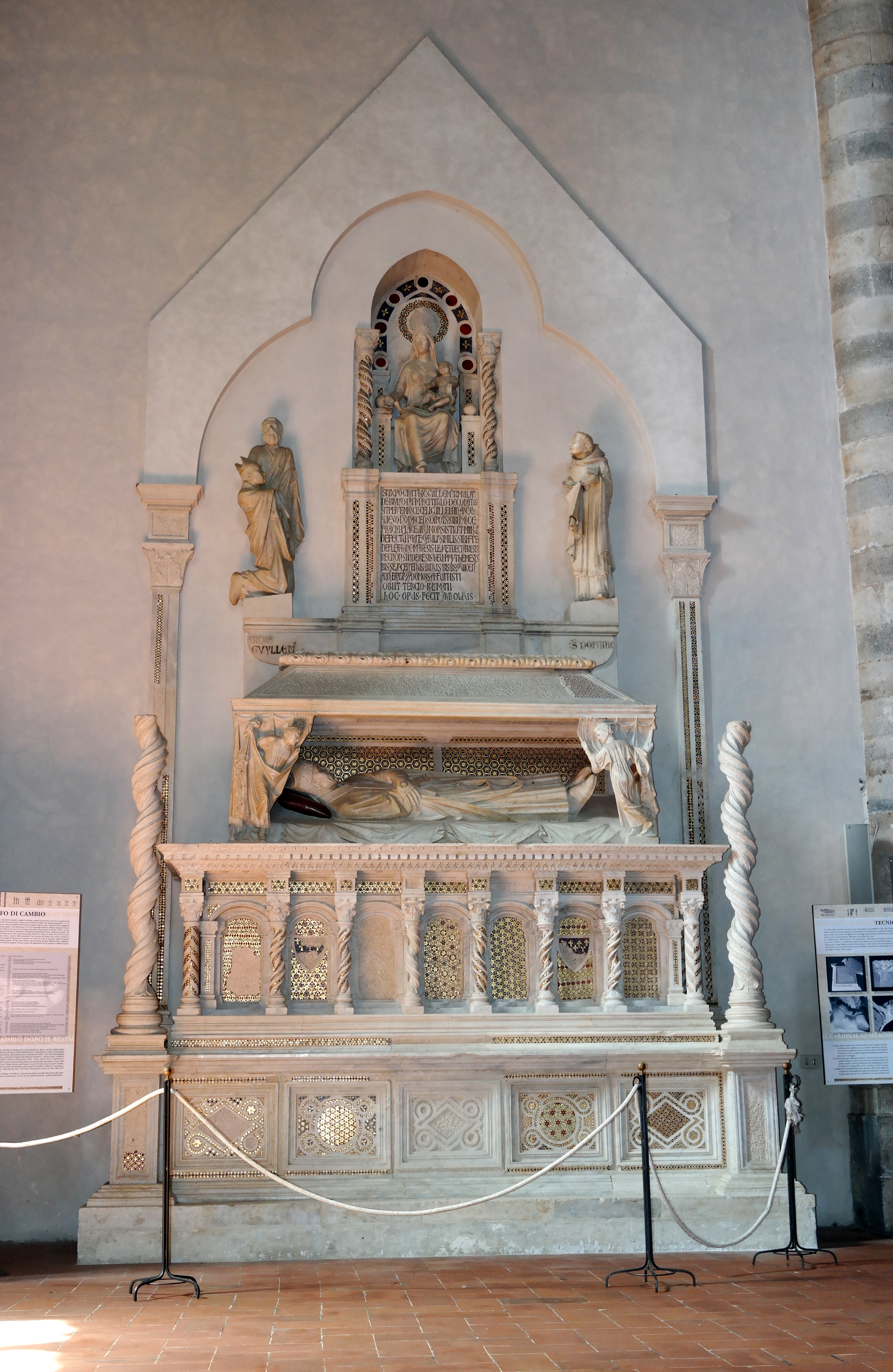
Monumento funebre al cardinale de Braye
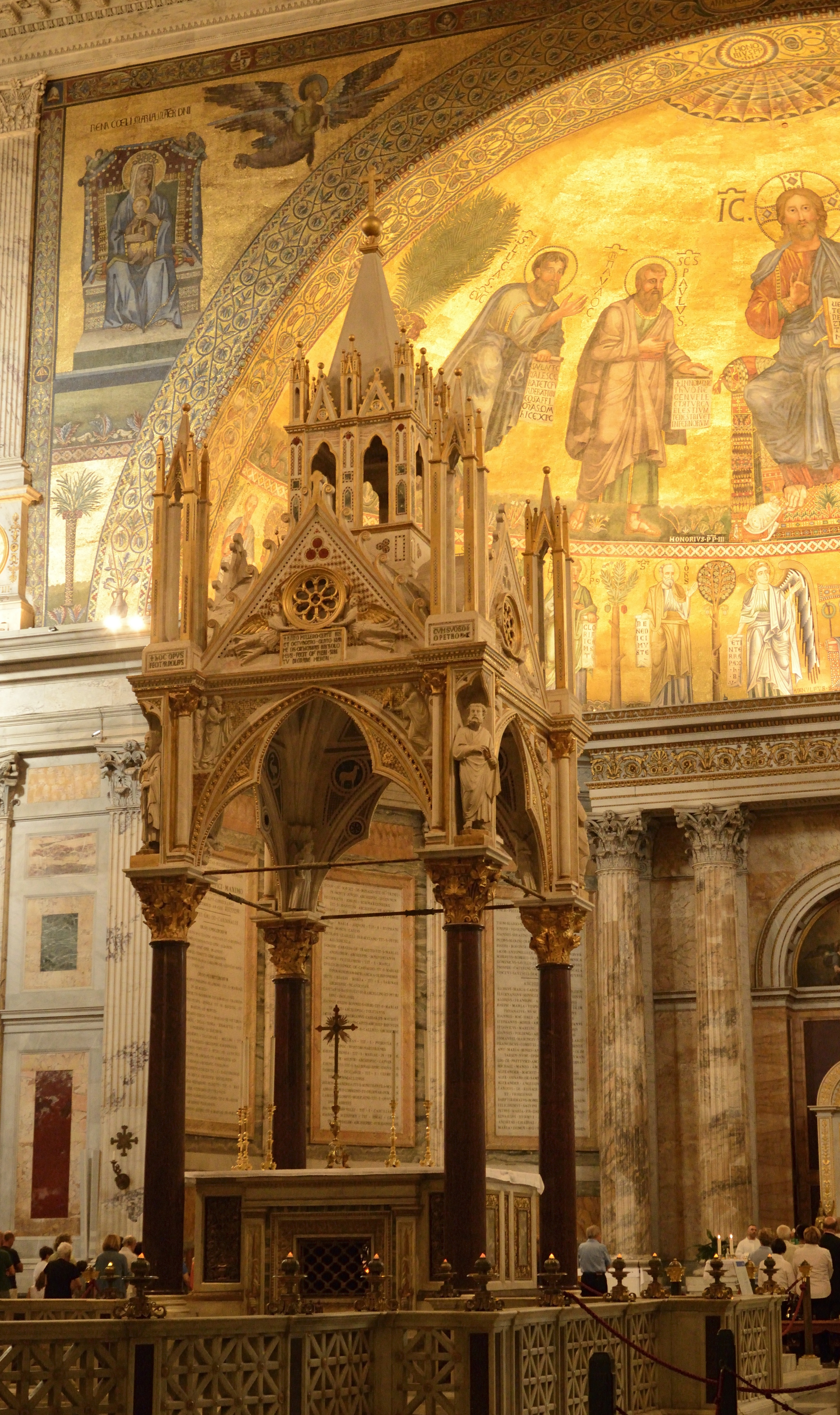
Il ciborio di San Paolo fuori le mura (Roma)
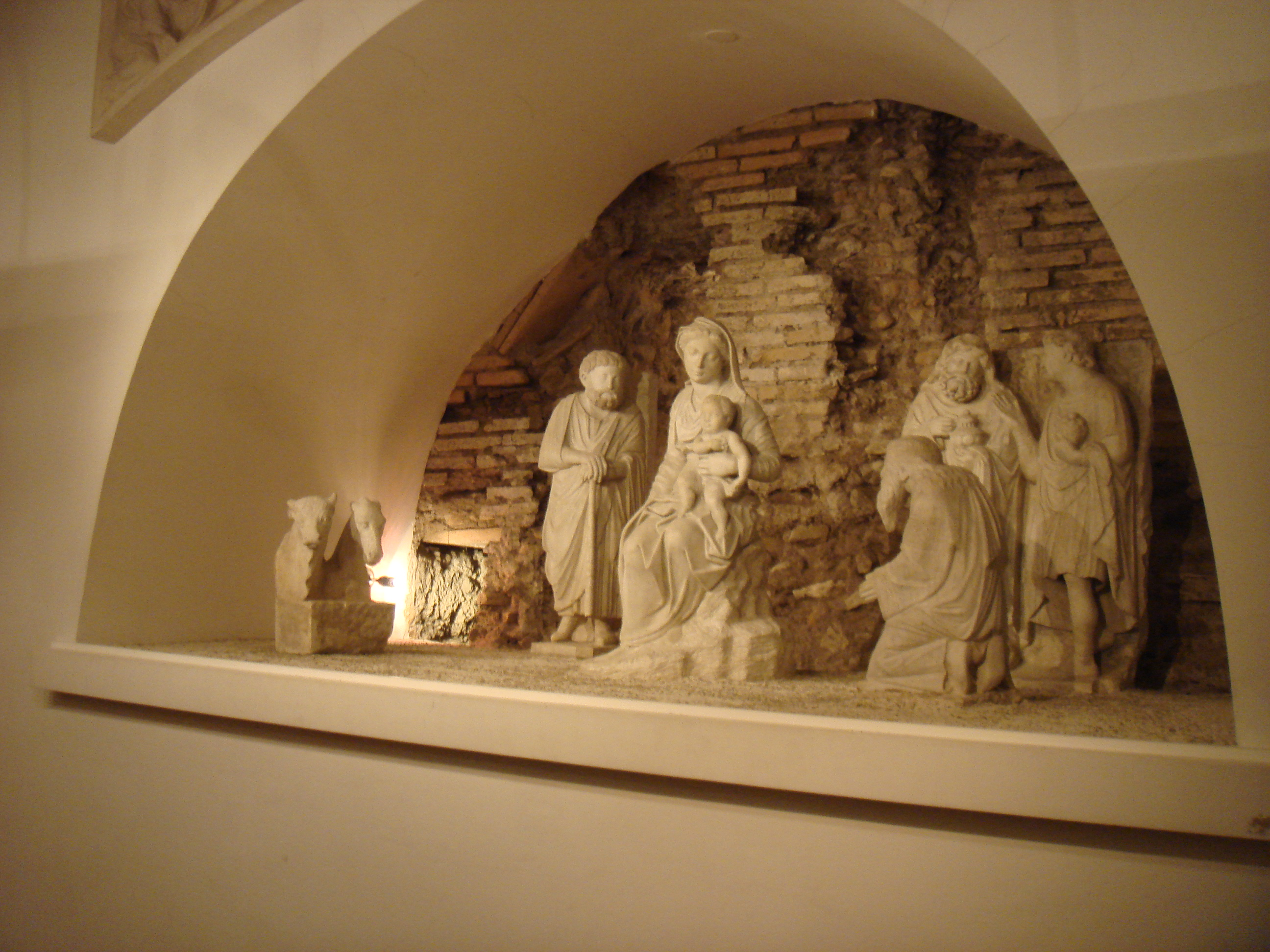
Il Presepe in Santa Maria Maggiore (Roma)
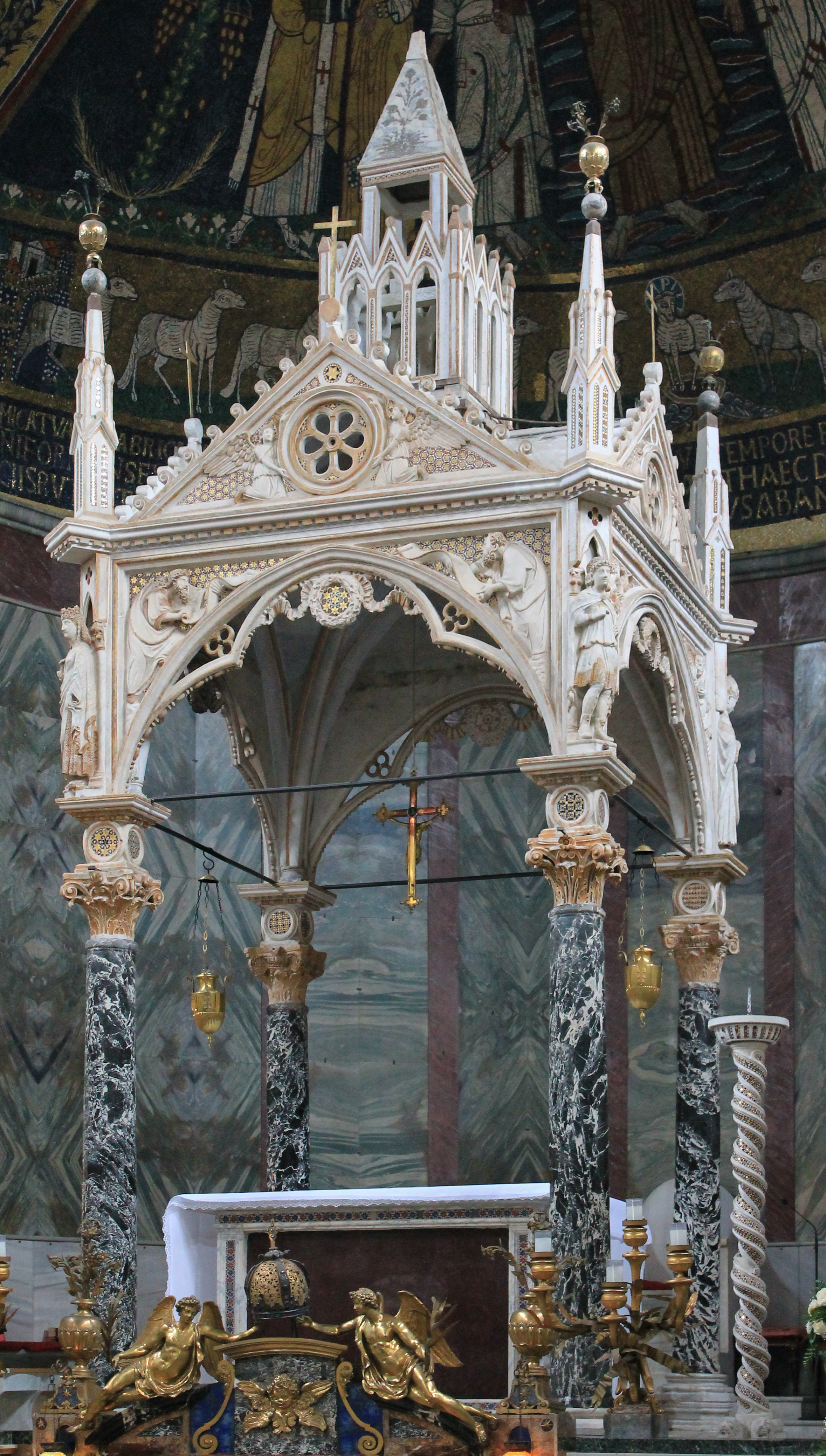
Il ciborio di Santa Cecilia in Trastevere (Roma)
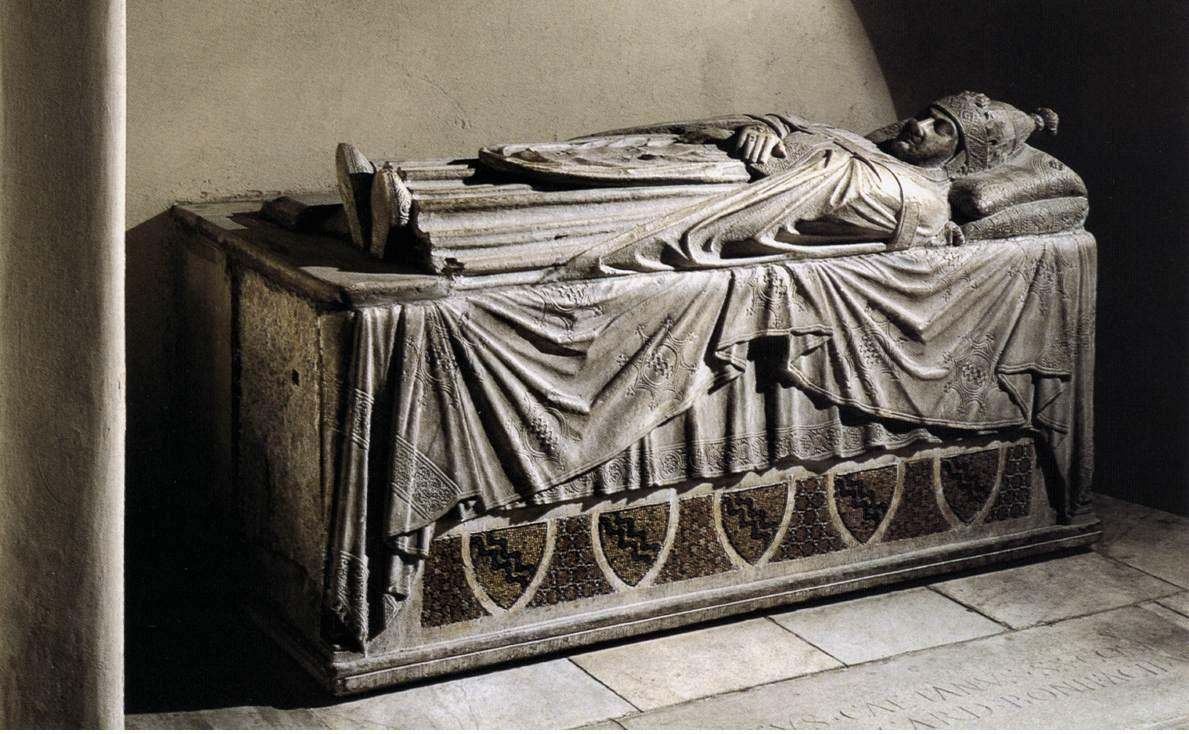
Monumento funebre a Bonifacio VIII, Grotte Vaticane (Roma)
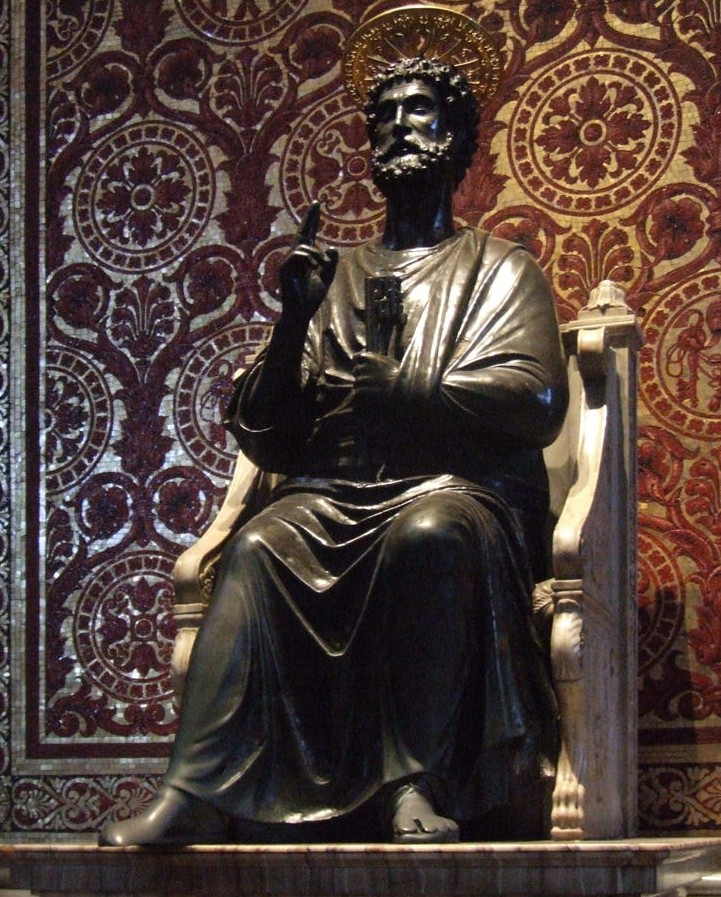
Statua bronzea di San Pietro, Basilica di San Pietro (Roma)

## Architetto

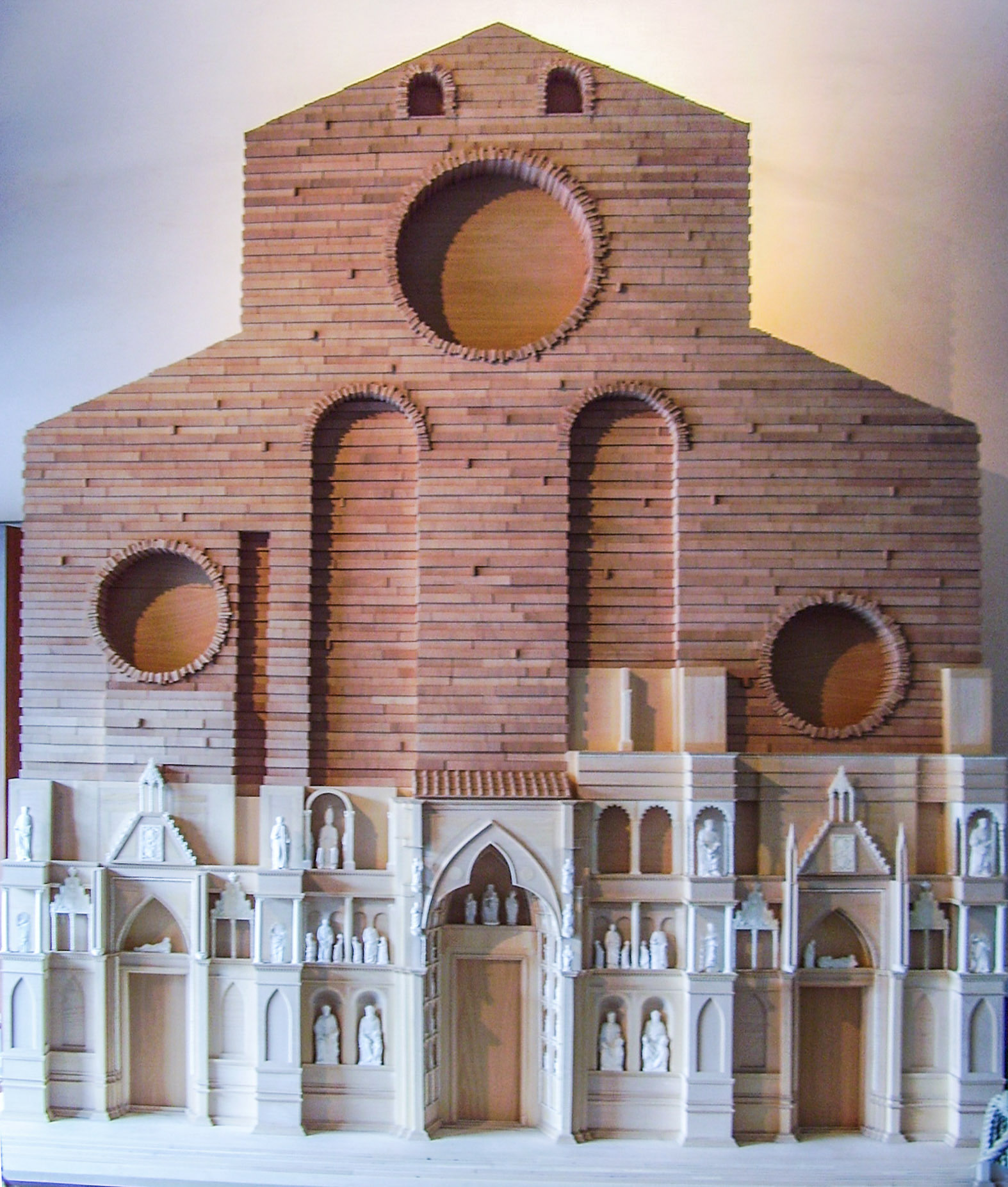
Ricostruzione della facciata arnolfiana di Santa Maria del Fiore, Firenze

Se la sua opera di scultore è accertata e abbastanza ben documentata, più incerta è invece la sua opera di architetto. 
L'unico documento che abbiamo è un pagamento ad Arnolfo «che sta costruendo la chiesa più bella e grande di tutta la Toscana» (è palese la rivalità con la città di Siena), cioè la cattedrale di Santa Maria del Fiore, mentre per quanto riguarda altre opere ci dobbiamo basare su Giorgio Vasari, che non è ritenuto completamente attendibile, anche perché scrisse due secoli e mezzo dopo. Vasari attribuisce ad Arnolfo la costruzione delle chiese di Santa Croce, Santa Maria Novella nonché del Palazzo della Signoria. Mentre è quasi certo che Santa Maria Novella sia opera non di Arnolfo, bensì dei frati domenicani Sisto e Ristoro, autorevoli critici (come ad esempio Zeri, Giovanni Klaus Koenig, Carli), non esitano ad attribuire Santa Croce e il Palazzo della Signoria al maestro, anche se un'attribuzione sulla base dei soli caratteri stilistici (dal momento che non abbiamo documenti) è estremamente difficoltosa, poiché anche nell'unica opera in cui appare certo l'intervento di Arnolfo (cioè la cattedrale fiorentina) non è facile quantificare esattamente il suo contributo.
La Basilica di Santa Croce venne iniziata nel 1294-1295 e terminata solo nel 1442 sebbene si continuasse a seguire il progetto iniziale. La pianta è simile a quella della chiesa di Santa Maria Novella, che era stata iniziata da circa una quindicina di anni, con una navata centrale particolarmente ampia (larga 20 metri e alta 34) segnata da alti pilastri che sostengono archi a sesto acuto. Una differenza sostanziale è data però dalla copertura tramite capriate invece delle volte a crociera, con arconi di sostegno nelle navate laterali. Anche qui, come a santa Maria Novella, si ha l'impressione di un'unica grande aula senza interruzione tra le navate e la superficie piana delle alte pareti, dove si aprono ampie finestre in alto, convoglia lo sguardo del visitatore alle cappelle della testa del transetto (queste ultime coperte da volte). L'effetto è quello di una spaziosa e luminosa basilica paleocristiana, sebbene creata con elementi tipicamente gotici.
Al 1296 risale invece l'inizio del cantiere di Santa Maria del Fiore. La parte alla quale Arnolfo lavorò di più era comunque la facciata, che venne iniziata molto anticipatamente per esigenze di culto legate all'utilizzo provvisorio della vecchia chiesa di Santa Reparata, demolita solo in seguito. La facciata di Arnolfo venne poi demolita nel 1587-1588 e mai più ripristinata fino alla facciata neomedievale del XIX secolo di Emilio De Fabris. Restano di quell'impresa alcuni disegni numerose statue e frammenti conservati nel Museo dell'Opera del Duomo di Firenze. Tra questi spicca la cosiddetta Madonna della Natività, che riprende la posa dei ritratti funerari dei sarcofagi etruschi, o la Statua di Bonifacio VIII. Poiché le figure per la facciata erano scolpite per essere fruite dal basso e con un punto di vista solamente frontale, il rilievo è molto schiacciato, ma Arnolfo seppe dare comunque l'illusione di plasticità.

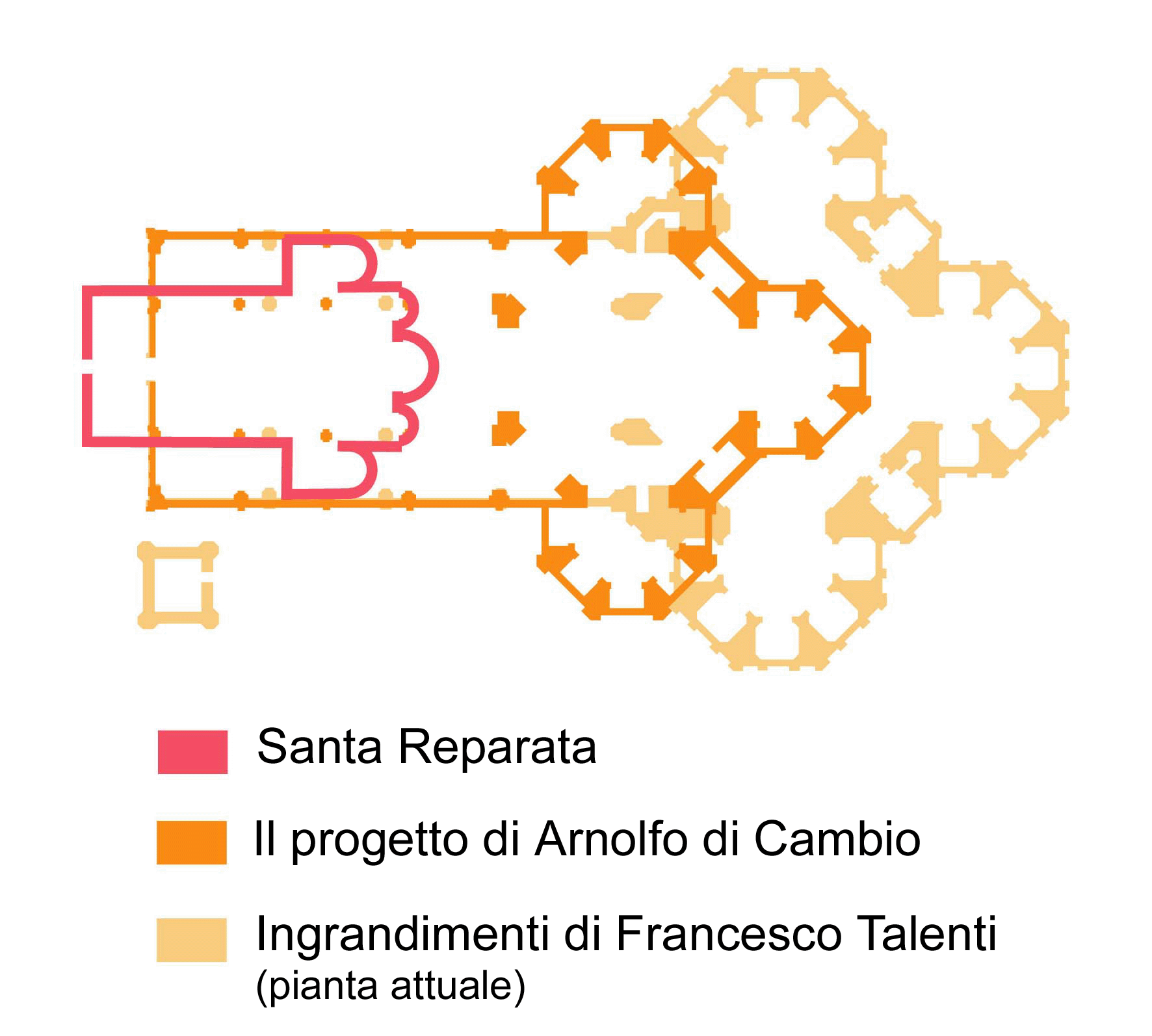
Le planimetrie di Santa Reparata e Santa Maria del Fiore di Firenze
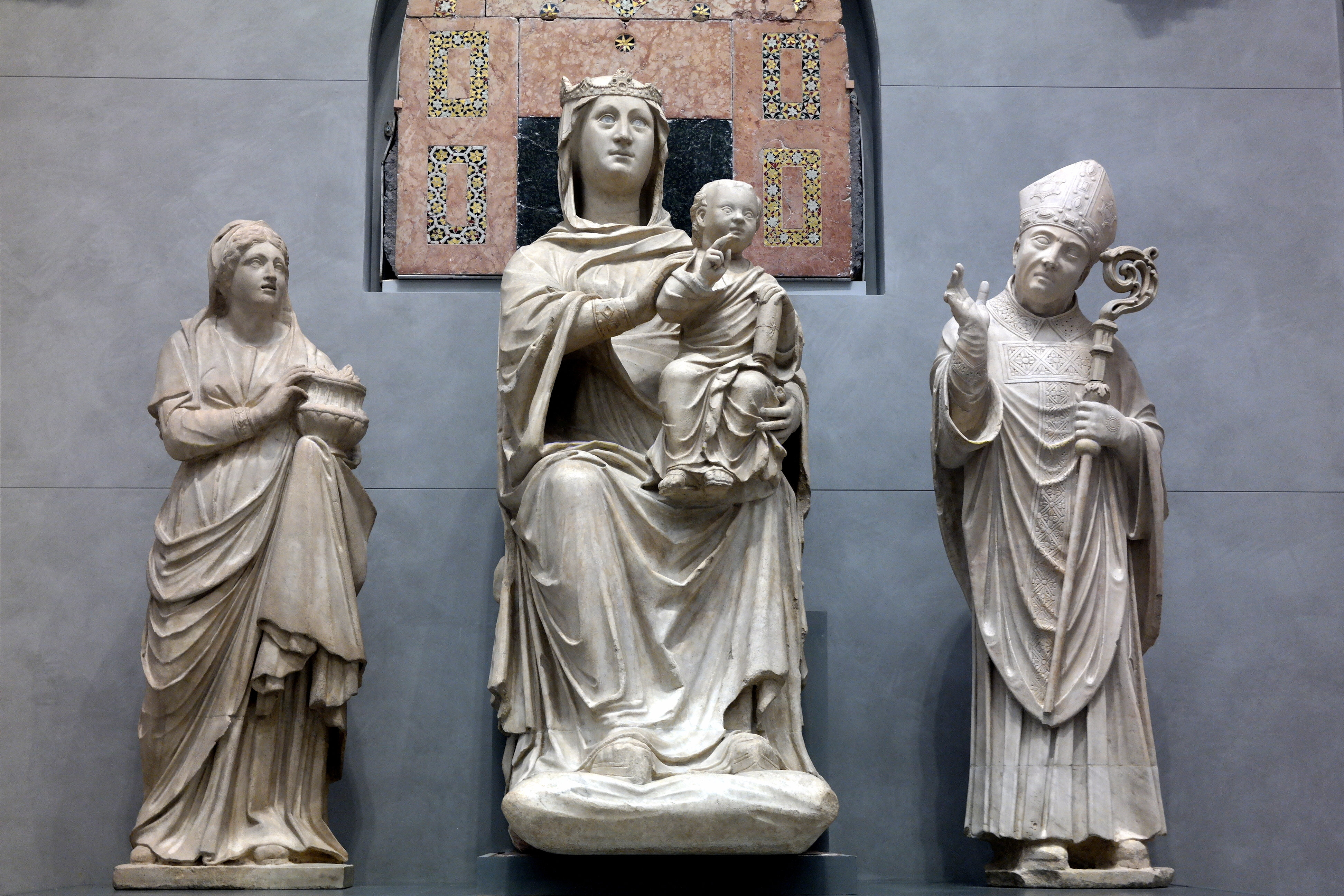
La lunetta del portale centrale con la Madonna dagli occhi di vetro, già sulla facciata di Santa Maria del Fiore, Museo dell'Opera del Duomo (Firenze)
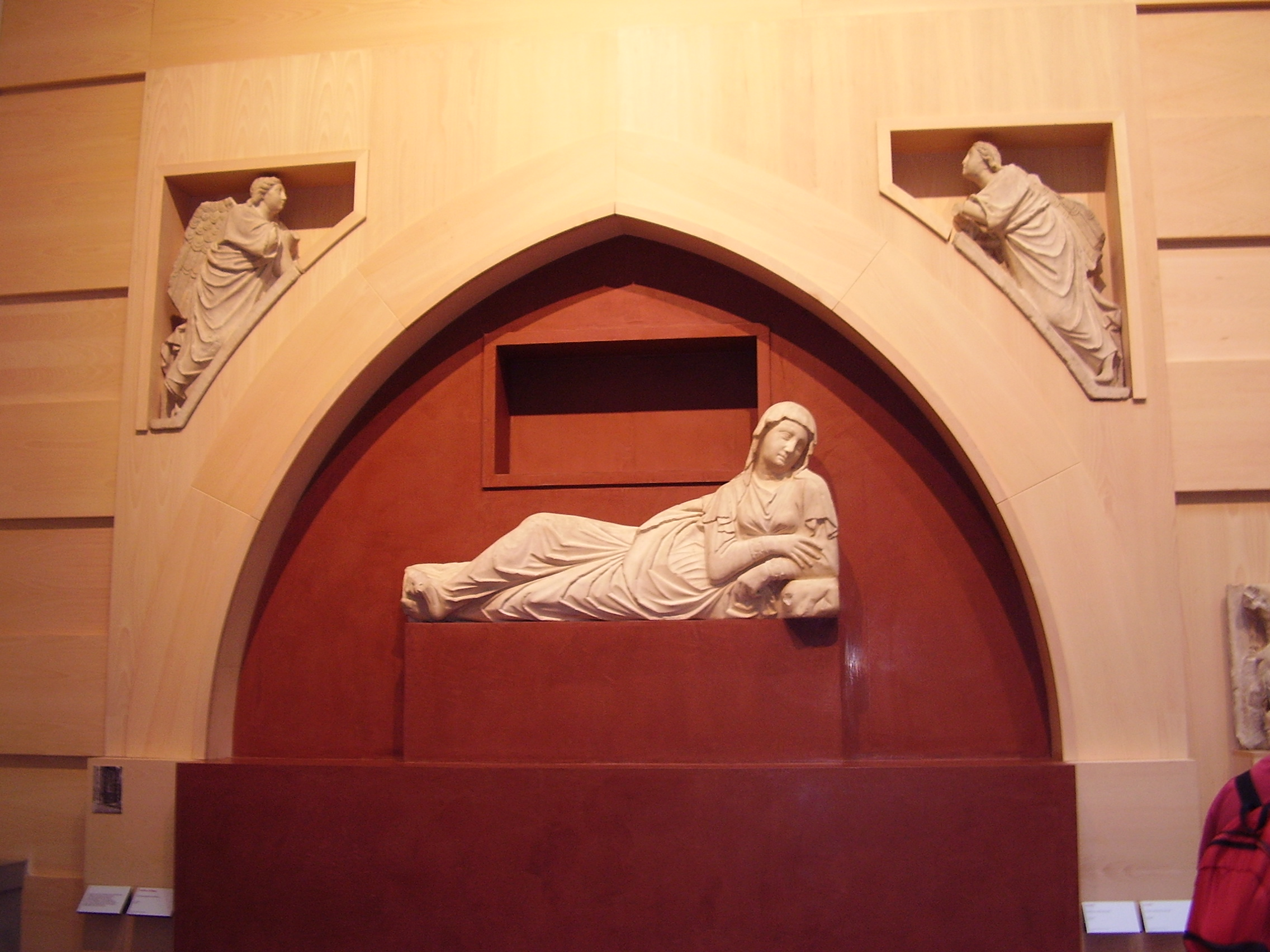
La Madonna della Natività, già sulla facciata di Santa Maria del Fiore, Museo dell'Opera del Duomo (Firenze)
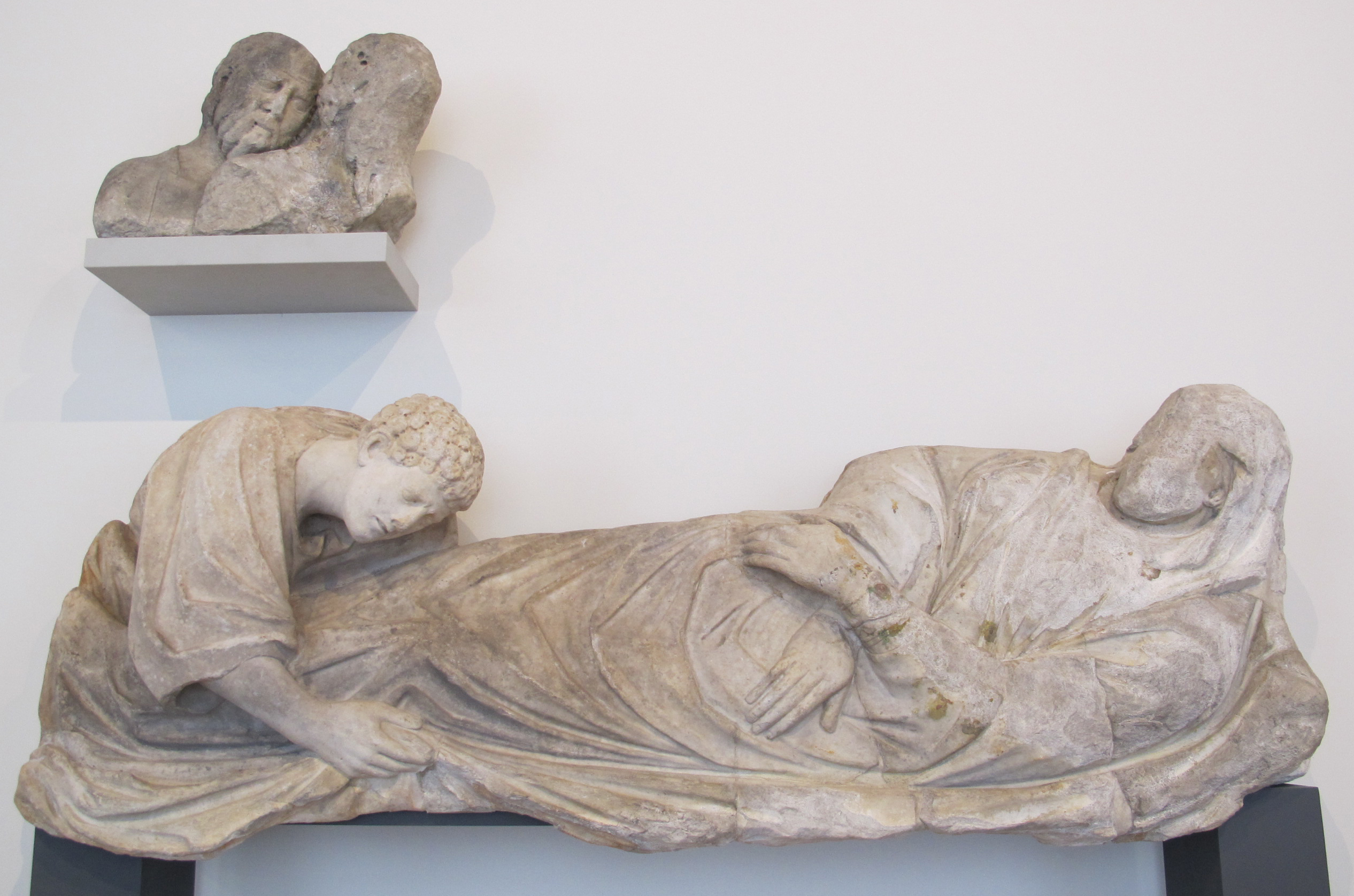
Dormitio Virginis, già sulla facciata di Santa Maria del Fiore, Berlino, Bode-Museum, Skulpturensammlung (inv. 2827)
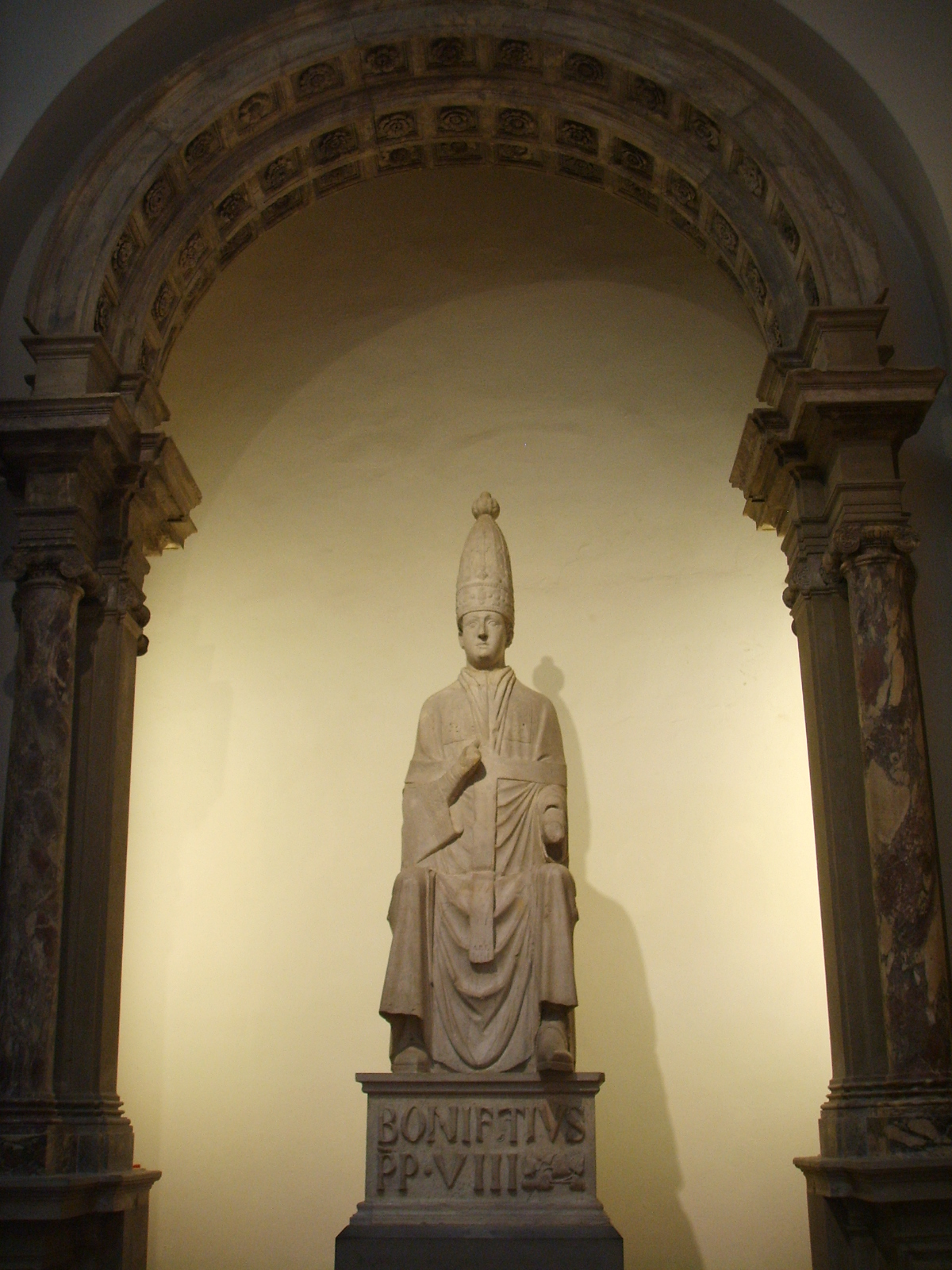
Statua di Bonifacio VIII, Museo dell'Opera del Duomo (Firenze)
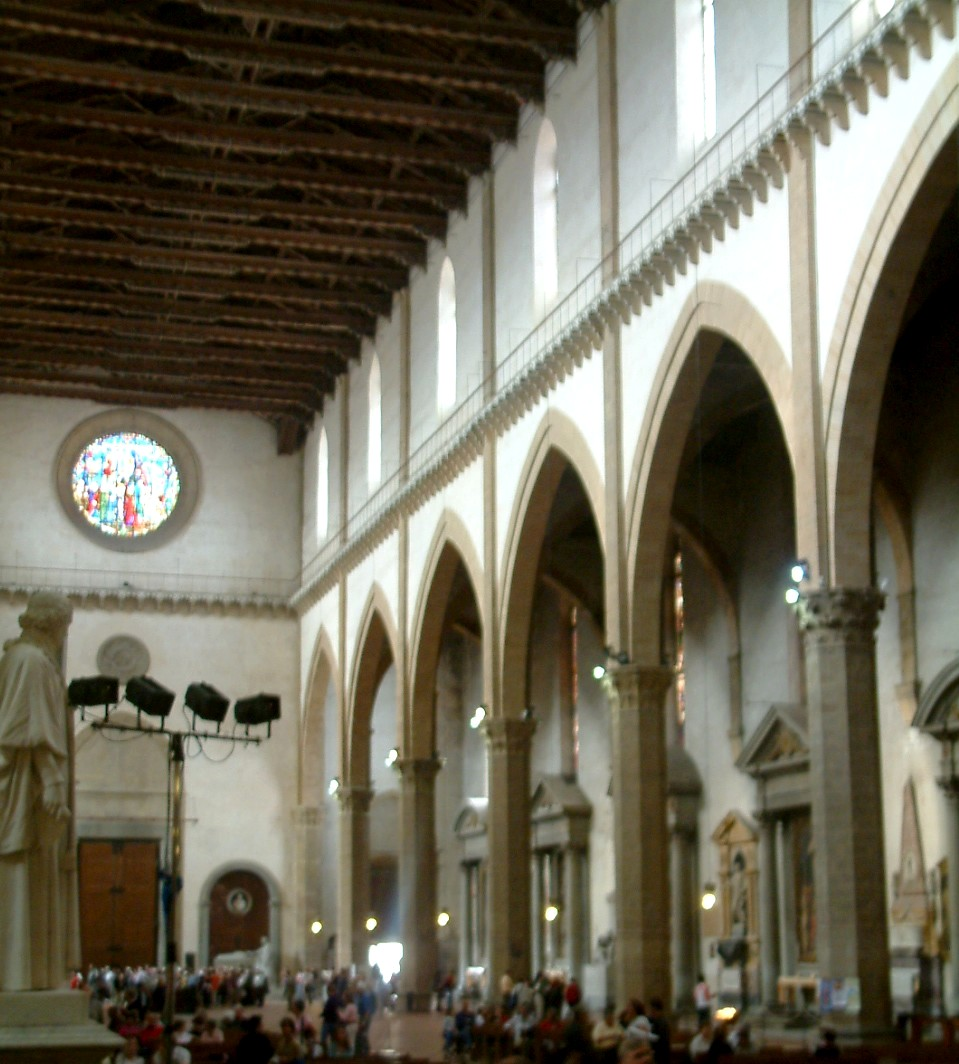
Interno della Basilica di Santa Croce (Firenze)

## Urbanista
Vasari attribuisce ad Arnolfo di Cambio anche il progetto urbanistico delle cosiddette terrae novae, cioè la colonizzazione di nuove terre e la fondazione di nuove città da parte dei fiorentini nella zona del Valdarno Superiore; e queste città oggi sono Terranuova Bracciolini, San Giovanni Valdarno e Castelfranco di Sopra.
Inoltre per il progetto della rifondazione d'imperio della città di Cagli promossa nel 1289 dal pontefice ascolano Niccolò IV è stata ravvisata da Maddalena Scoccianti la perizia di Arnolfo.